# Истираемость
Истираемость — способность материала изменяться в объёме и массе под действием истирающих усилий. Истираемость зависит от твердости материала: чем выше твердость, тем меньше истираемость.
Истираемость материалов и изделий важна в таких технических приложениях, как строительство, создание контактных пар для электроустановок, определение качества таблеток в фармации и др.

## Применение

### В строительстве
Для строительных материалов нормируют морозостойкость, истираемость, водопоглощение и водонепроницаемость.
Например, для бетонных плит такие испытания проводят при освоении производства, изменении состава бетона, технологии, вида и качества материалов, но не реже одного раза в 6 мес.

### В фармации
Таблетки лекарственных средств должны соответствовать определённым требованиям, в число которых входит истираемость. Для её измерения используют специальные установки или приборы (тестеры хрупкости/истираемости).

## Методы определения истираемости
Сопротивление материала истиранию определяют, пользуясь стандартными методами: кругом истирания и абразивами (кварцевыми песком и наждаком).